# Popovac (Osijek-Baranja)
Popovac (Hongaars: Baranyabán; Servisch: Поповац) is een gemeente in de Kroatische provincie Osijek-Baranja. Popovac telt 2427 inwoners. De oppervlakte bedraagt 62,41 km², de bevolkingsdichtheid is 38,9 inwoners per km².
De gemeente bestaat uit de volgende dorpen:
- Popovac (Baranyabán) 959 inwoners
- Branjina (Baranyakisfalud) 322 inwoners
- Kneževo (Főherceglak) 803 inwoners

De gemeente had een volgende etnische samenstelling in 2011:
- 71,40% Kroaten
- 17,03% Serven
- 3,89% Hongaren
- 1,54% Roma
- 1,39% Slovenen

Voor de tweede wereldoorlog was 70% van de bevolking Duitstaling (Donauschwaben. In November 1944 werd vrijwel de gehele Duitstalige bevolking geëvacueerd. Ze werden overgebracht naar Göppingen nabij Stuttgart.

## Historische bevolkingssamenstelling
In 1910 was de bevolking van de drie kernen volgens de Hongaarse volkstelling:
- Popovac (Baranyabán) 2555 inwoners; 1774 Schwaben, 568 Serven en 109 Hongaren
- Branjina (Baranyakisfalud) 1509 inwoners, 741 Schwaben, 674 Serven en 60 Hongaren
- Kneževo (Főherceglak) 823 inwoners

In 1991 was de bevolkingssamenstelling als volgt:
- Popovac (Baranyabán) 1582 inwoners; 1034 Kroaten, 347 Serven, 86 Joegoslaven en 17 Hongaren
- Branjina (Baranyakisfalud) 633 inwoners; 289 Kroaten, 219 Serven, 60 Joegoslaven en 7 Hongaren
- Kneževo (Főherceglak) 1408 inwoners; 418 Kroaten, 411 Serven, 290 Joegoslaven en 90 Hongaren

## Galerij

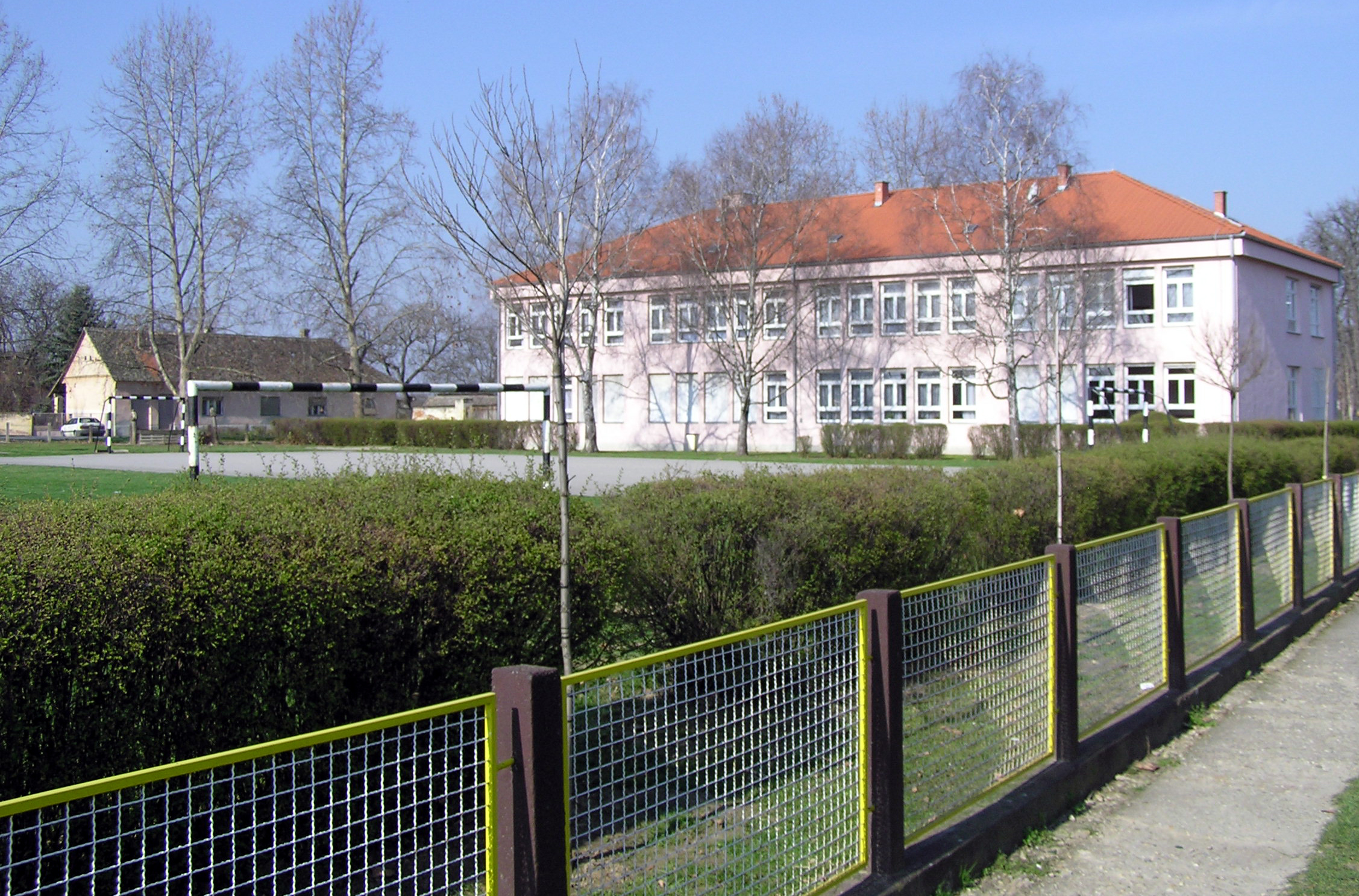
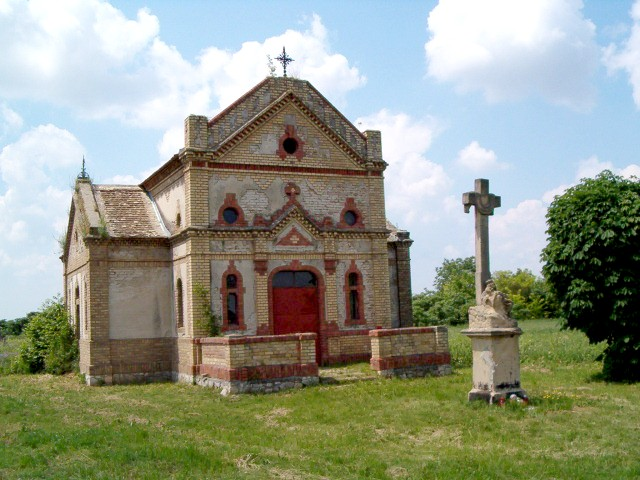
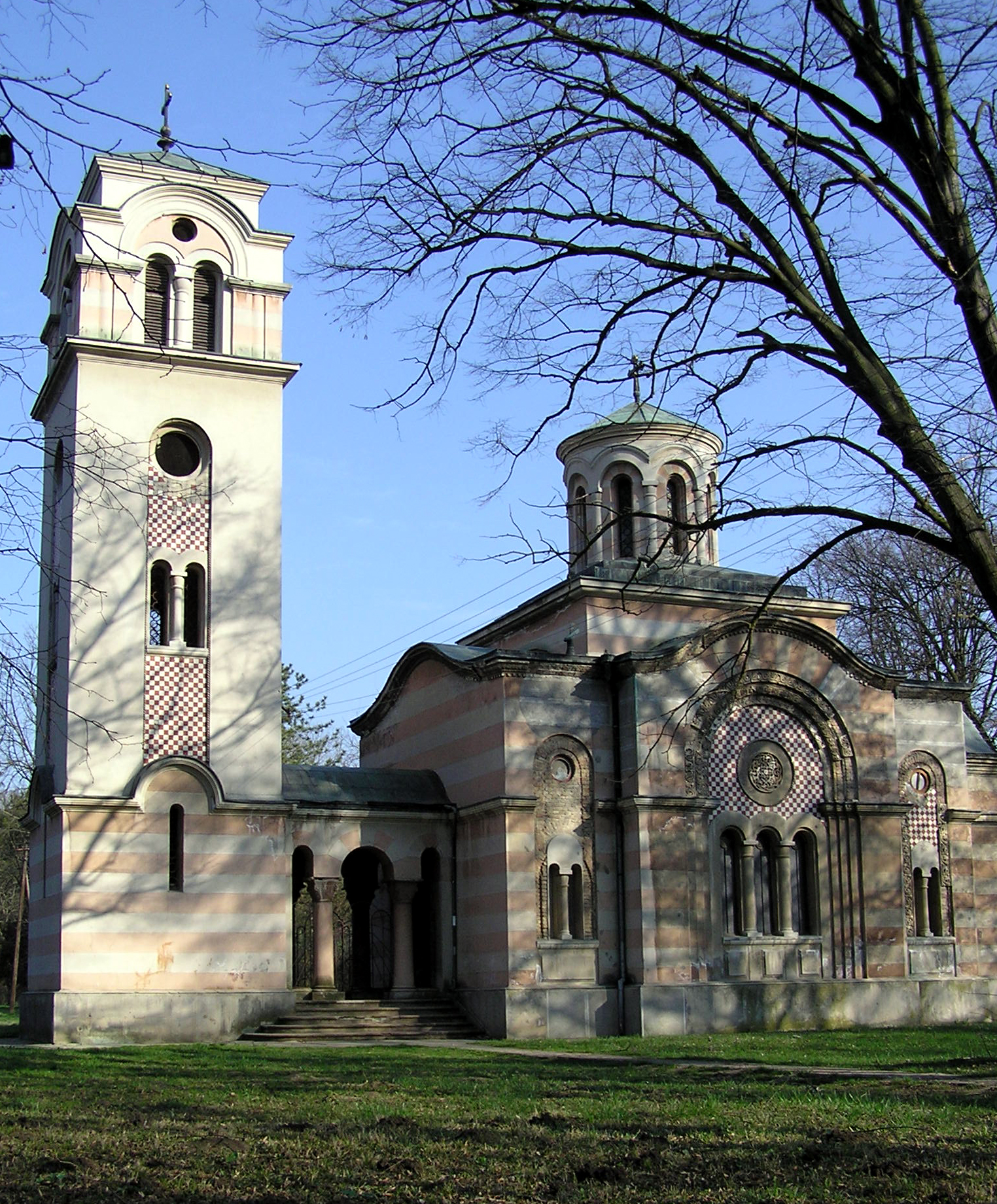
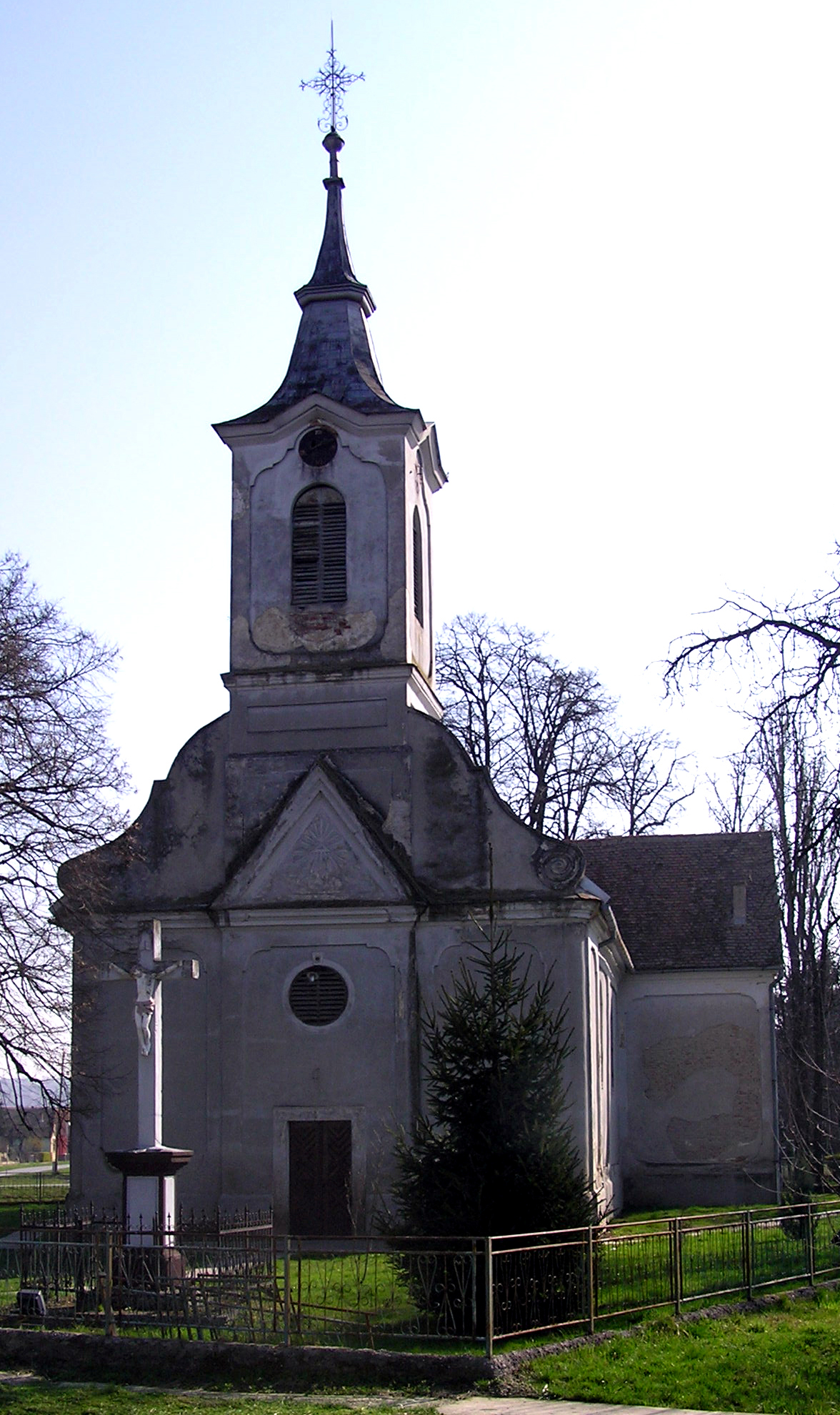

Steden (gradovi): Osijek · Beli Manastir · Belišće · Donji Miholjac · Đakovo · Našice · Valpovo

Gemeenten (općine): Antunovac · Bilje · Bizovac · Čeminac · Čepin · Darda · Donja Motičina · Draž · Drenje · Đurđenovac · Erdut · Ernestinovo · Feričanci · Gorjani · Jagodnjak · Kneževi Vinogradi · Koška · Levanjska Varoš · Magadenovac · Marijanci · Petlovac · Petrijevci · Podgorač · Podravska Moslavina · Popovac · Punitovci · Satnica Đakovačka · Semeljci · Strizivojna · Šodolovci · Trnava · Viljevo · Viškovci · Vladislavci · Vuka